# Библиотека Александрина
Библиотека „Александрина“ (на арабски: مكتبة الإسكندرية, DMG Maktabat al-Iskandarīyah) е голяма обществена библиотека и културен център, разположен на средиземноморския бряг на град Александрия, Египет, на предполагаемото място на античната Александрийска библиотека.
Идеята за основаването на библиотеката се появява през 1970-те години в Александрийския университет и е реализирана с подкрепата на правителството на Египет, ЮНЕСКО и голям брой правителствени и частни дарения от много страни по света.
Проектът е дело на норвежкото архитектурно бюро Snøhetta и австрийския архитект Кристоф Капеле. За строителството е създаден консорциум начело с Snøhetta, английски и италиански строителни компании. Сградата на Библиотека „Александрина“ е открита през 2002 година.

## Галерия
- Сграда
- Древна статуя пред конгресния център.
- Басейнът на библиотеката в непосредствена близост до външната стена на библиотеката.
- Басейнът на Александрийската библиотека, с изглед към морето на заден план.
- Бяла статуя пред Александрийската библиотека.
- Изглед от вътре на Александринската библиотека.

- Музей на антиките
- Древна мозайка, намерена при разкопки под Александрийската библиотека.
- Саркофаг на Аба I, 600 г. пр.н.е.
- Два погребални артефакта, изобразяващи маймуна и чакал.
- Стар ръкопис на Корана.
- Стар прозорец с надписи, на който са изписани имената на четиримата праведни халифи.